# Гаава (Тарту)
Га́ава (ест. Haava küla) — село в Естонії, у волості Тарту повіту Тартумаа.

## Населення
Чисельність населення на 31 грудня 2011 року становила 72 особи.

## Географія
Через населений пункт проходить автошлях 42 (Кяркна — Кобрату).